# Dangerous Woman
Dangerous Woman ist das dritte Studioalbum der US-amerikanischen Sängerin Ariana Grande. Es erschien am 20. Mai 2016 beim Label Republic und enthält die Singles Dangerous Woman, Into You, Side to Side und Everyday.

## Hintergrund
Grande begann mit den Aufnahmen für das Album 2014, kurz nachdem ihr vorheriges Album My Everything erschienen war. Ursprünglich war vorgesehen, dass der Titel von Dangerous Woman ein anderer sei, Moonlight. Jedoch bestätigte Grande im Januar 2016 bei Jimmy Kimmel Live!, dass der Titel des Albums zu Dangerous Woman geändert worden sei.
Des Weiteren war der Song Focus, der im Oktober 2015 als Single erschien, als erste Single des Albums angedacht. Allerdings ist dieser nur auf der japanischen Deluxe-Edition des Albums enthalten und der Song Dangerous Woman wurde als erste Single ausgewählt.

## Werke
- Auszeichnungen & Promotion: Das Album wurde durch eine Reihe von Auftritten beworben, darunter Dangerous Woman bei den MTV Movie Awards & Side To Side sowohl bei den American Music Awards als auch bei den MTV Video Music Awards 2016.
- Singleauskopplungen: Am 30. Oktober 2015 veröffentlichte Grande den Song Focus als Single, der jedoch nur auf der japanischen Deluxe-Edition enthalten ist.[5]
- Dangerous Woman: Die erste Single des Albums, die den gleichen Titel wie das Album trägt, wurde am 11. März 2016 veröffentlicht. Das Lied belegte Platz 8 der Billboard Hot 100 und Platz 30 der Charts in Deutschland.[6][7] Das Musikvideo zum Lied wurde am 31. März 2016 auf Vevo veröffentlicht.[8]
- Into You: Als zweite Single des Albums wurde Into You am 6. Mai 2016 veröffentlicht. Am 15. Mai 2016 bestätigte Grande, dass der Song die zweite Single werde.[9]
- Side to Side: Die dritte Single von Dangerous Woman Side to Side wurde am 30. August 2016 veröffentlicht. Das Video zur Kollaboration mit Nicki Minaj wurde zwei Tage vorher auf der Website der Modemarke Guess zu Promotionszwecken veröffentlicht.
- Everyday: Die vierte Single des Albums Everyday mit dem Rapper Future wurde am 10. Januar 2017 veröffentlicht.
- Das Lyric-Video und das Musikvideo erschienen im Februar 2017.

## Titelliste
| #   | Titel                           | Songwriting                                                                                | Länge |  |
| --- | ------------------------------- | ------------------------------------------------------------------------------------------ | ----- |  |
| 1.  | Moonlight                       | Ariana Grande, Tommy Brown, Victoria McCants, Peter Lee Johnson                            | 3:22  |  |
| 2.  | Dangerous Woman                 | Johan Carlsson, Ross Golan                                                                 | 3:56  |  |
| 3.  | Be Alright                      | Tommy Brown, Victoria McCants, Khaled Rohaim, Nicholas Audino, Lewis Hughes, Willie Tafa   | 2:57  |  |
| 4.  | Into You                        | Ariana Grande, Martin, Savan Kotecha, Alexander Kronlund, Ilya Salmanzadeh                 | 4:04  |  |
| 5.  | Side to Side (mit Nicki Minaj)  | Ariana Grande, Ilya Salmanzadeh, Martin, Onika Maraj, Alexander Kronlund, Savan Kotecha    | 3:46  |  |
| 6.  | Let Me Love You (mit Lil Wayne) | Ariana Grande, Tommy Brown, Victoria McCants, Steven Franks, Dwayne Carter                 | 3:43  |  |
| 7.  | Greedy                          | Martin, Savan Kotecha, Alexander Kronlund, Ilya Salmanzadeh                                | 3:34  |  |
| 8.  | Leave Me Lonely (mit Macy Gray) | Tommy Brown, Steven Franks, Thomas Parker Lumpkins, Victoria McCants                       | 3:49  |  |
| 9.  | Everyday (mit Future)           | Ariana Grande, Savan Kotecha, Ilya Salmanzadeh, Nayvadius Wilburn                          | 3:14  |  |
| 12. | Bad Decisions                   | Ariana Grande, Martin, Savan Kotecha, Ilya Salmanzadeh                                     | 3:46  |  |
| 15. | Thinking Bout You               | Peter Svensson, Chloe Angelides, Jacob Kasher Hindlin, Mathieu Jomphe Lépine               | 3:20  |  |
|     | Deluxe-Edition                  |                                                                                            |       |  |
| 10. | Sometimes                       | Martin, Savan Kotecha, Ilya Salmanzadeh, Peter Svensson                                    | 3:46  |  |
| 11. | I Don’t Care                    | Ariana Grande, Travis Sayles, Steven Franks, Tommy Brown, Michael Foster, Victoria McCants | 2:58  |  |
| 13. | Touch It                        | Martin, Savan Kotecha, Peter Svensson, Ali Payami                                          | 4:20  |  |
| 14. | Knew Better / Forever Boy       | Ariana Grande, Steven Franks, Victoria McCants, Michael Foster, Tedder, Tommy Brown        | 4:59  |  |
|     | Japanische Deluxe-Edition       |                                                                                            |       |  |
| 16. | Focus                           | Ariana Grande, Savan Kotecha, Peter Svensson, Ilya Salmanzadeh                             | 3:31  |  |
|     | Target-Edition                  |                                                                                            |       |  |
| 17. | Step On Up                      |                                                                                            |       |  |
| 18. | Jason’s Song (Gave It Away)     |                                                                                            |       |  |

## Rezeption

### Chartplatzierungen
| ChartsChartplatzierungen       | Höchstplatzierung | Wochen |
| ------------------------------ | ----------------- | ------ |
| Deutschland (GfK)              | 6 (10 Wo.)        | 10     |
| Österreich (Ö3)                | 5 (4 Wo.)         | 4      |
| Schweiz (IFPI)                 | 3 (10 Wo.)        | 10     |
| Vereinigtes Königreich (OCC)   | 1 (114 Wo.)       | 114    |
| Vereinigte Staaten (Billboard) | 2 (155 Wo.)       | 155    |

| ChartsJahrescharts (2016)      | Platzierung |
| ------------------------------ | ----------- |
| Vereinigte Staaten (Billboard) | 26          |
| Vereinigtes Königreich (OCC)   | 62          |

| ChartsJahrescharts (2017)      | Platzierung |
| ------------------------------ | ----------- |
| Vereinigte Staaten (Billboard) | 38          |
| Vereinigtes Königreich (OCC)   | 66          |

| ChartsJahrescharts (2018)      | Platzierung |
| ------------------------------ | ----------- |
| Vereinigte Staaten (Billboard) | 162         |
| Vereinigtes Königreich (OCC)   | 100         |

| ChartsJahrescharts (2019)      | Platzierung |
| ------------------------------ | ----------- |
| Vereinigte Staaten (Billboard) | 192         |

### Auszeichnungen für Musikverkäufe
| Land/Region                  | Auszeichnungen für Musikverkäufe (Land/Region, Auszeichnung, Verkäufe) | Verkäufe  |
| ---------------------------- | ---------------------------------------------------------------------- | --------- |
| Australien (ARIA)            | Platin                                                                 | 70.000    |
| Brasilien (PMB)              | 2× Platin                                                              | 80.000    |
| Dänemark (IFPI)              | 2× Platin                                                              | 40.000    |
| Deutschland (BVMI)           | Gold                                                                   | 100.000   |
| Finnland (IFPI)              | 2× Platin                                                              | 40.000    |
| Frankreich (SNEP)            | Platin                                                                 | 100.000   |
| Italien (FIMI)               | Platin                                                                 | 50.000    |
| Japan (RIAJ)                 | Gold                                                                   | 100.000   |
| Kanada (MC)                  | 4× Platin                                                              | 320.000   |
| Mexiko (AMPROFON)            | 3× Platin                                                              | 180.000   |
| Neuseeland (RMNZ)            | 4× Platin                                                              | 60.000    |
| Norwegen (IFPI)              | 2× Platin                                                              | 40.000    |
| Österreich (IFPI)            | Platin                                                                 | 15.000    |
| Polen (ZPAV)                 | 4× Platin                                                              | 80.000    |
| Portugal (AFP)               | Gold                                                                   | 3.500     |
| Schweden (IFPI)              | Gold                                                                   | 20.000    |
| Schweiz (IFPI)               | 3× Platin                                                              | 60.000    |
| Singapur (RIAS)              | 2× Platin                                                              | 20.000    |
| Thailand (TECA)              | Platin                                                                 | 10.000    |
| Vereinigte Staaten (RIAA)    | 2× Platin                                                              | 2.000.000 |
| Vereinigtes Königreich (BPI) | Platin                                                                 | 486.000   |
| Insgesamt                    | 4× Gold · 36× Platin ·                                                 | 3.874.500 |

Hauptartikel: Ariana Grande/Auszeichnungen für Musikverkäufe